# Jan Joosten (Theologe)
Jan Joosten (* 17. Mai 1959 in Ekeren, Belgien) ist ein belgischer Bibelwissenschaftler.

## Leben und Wirken
Joosten, der in Belgien, den USA und Israel studierte, lehrte 20 Jahre lang als Professor für das Alte Testament an der Universität Strasbourg. 2014 wechselte er als Regius Professor of Hebrew an die Universität Oxford. Er war langjähriger Chefredakteur von Vetus Testamentum, einer führenden Zeitschrift für alttestamentliche Studien, sowie Präsident der International Organization for Septuagint and Cognate Studies. Bis Juni 2020 war er auch Mitglied der Society of Biblical Literature.
Im Juni 2020 wurde er für den Besitz kinderpornographischer Bilder schuldig gesprochen und von seiner Professur in Oxford beurlaubt.

## Akademischer Werdegang
Joosten promovierte 1981 in Brüssel. Seine Forschungsschwerpunkte sind die Septuaginta, syrische Bibeltexte, biblische Qumran-Handschriften und eine berühmte Evangelienharmonie der Antike, das Diatessaron. Zusätzlich zur Tätigkeit als Bibelwissenschaftler arbeitete er von 1988 bis 1994 als Pastor.

## Schuldspruch Kinderpornographie
Am 18. Juni 2020 wurde Joosten vom Kriminalgericht in Saverne (Bas-Rhin) zu einem Jahr Freiheitsstrafe verurteilt und auf das Verzeichnis der Sexualverbrecher gestellt, weil er 28.000 kinderpornografische Bilder und Videos besaß. Darunter waren Darstellungen von vergewaltigten Kindern. Joosten zeigte sich geständig zu den Delikten, die auf das Jahr 2014 zurückgingen. Das Material wurde von der Cyberpolizei Strasbourg LION (laboratoire d’investigation opérationnelle du numérique) als Teil einer langen Untersuchung entdeckt.

## Werke (in Auswahl)
- The Syriac Language of the Peshitta and Old Syriac Versions of Matthew. Syntactic Structure, Inner-Syriac Developments and Translation Technique, Studies in Semitic Languages and Linguistics 22 (Leiden, Brill, 1996)
- People and Land in the Holiness Code. An Exegetical Study of the Ideational Framework of the Law in Leviticus 17–26, Supplements to Vetus Testamentum 67 (Leiden, Brill, 1996)
- Zusammen mit Philippe Le Moigne, Édition des actes du colloque Aspects de la Bible grecque, in: Revue des Sciences Religieuses 280 (1999), S. 132–228
- Zusammen mit Eberhard Bons und Stephan Kessler, Les Douze Prophètes. Osée, La Bible d'Alexandrie 23, 1 (Paris, Cerf, 2002)
- The Dura Parchment and the Diatessaron, Vigiliae Christianae, 57, (2003), S. 159–175
- Zusammen mit Philippe Le Moigne, L'apport de la Septante aux études sur l'Antiquité. Actes du colloque de Strasbourg 8 et 9 novembre 2002, Lectio Divina 203 (Paris, Cerf, 2005)

## Links
- Jan Joostens Lebenslauf auf der Homepage Universität Strasbourg (französisch)
- Joostens Veröffentlichungen
- Nachrichtenmeldung zum Schuldspruch (französisch)

| Personendaten    | Personendaten                   |
| ---------------- | ------------------------------- |
| NAME             | Joosten, Jan                    |
| KURZBESCHREIBUNG | belgischer Bibelwissenschaftler |
| GEBURTSDATUM     | 17. Mai 1959                    |
| GEBURTSORT       | Ekeren, Belgien                 |